# Callistemon chisholmii
Callistemon chisholmii är en myrtenväxtart som beskrevs av Edwin Cheel. Callistemon chisholmii ingår i släktet lampborstar, och familjen myrtenväxter. Inga underarter finns listade i Catalogue of Life.